# Elaine Ryan Hedges
Elaine Ryan Hedges (Yonkers, 18 de agosto de 1927 - Baltimore, 5 de junio de 1997) fue una feminista estadounidense pionera en el estudio de las mujeres en la década de 1970 que abogó por un currículo que abarcara un cuerpo más inclusivo de la literatura estadounidense y reunió obras de minorías étnicas y de género. Reconocida experta en crítica literaria feminista, fue galardonada con el Premio de la Prensa Feminista por sus Contribuciones a la Cultura de la Mujer en 1988 e ingresada en el Salón de la Fama de las Mujeres de Maryland en 1998.

## Primeros años
Elaine Ryan nació en agosto de 1927 en Yonkers, Nueva York. Se graduó de la escuela secundaria Gorton en Yonkers en 1944, y continuó su educación en el Barnard College. Se graduó summa cum laude en 1948, pasando a obtener un máster en historia en el Radcliffe College en 1950. Ese mismo año, trabajó en la Universidad de Harvard como ayudante de Perry Miler en el departamento de literatura estadounidense, donde conoció a un compañero de estudios. William Hedges. Entre 1951 y 1956, enseñó en Harvard y Wellesley College, antes de que ella y Hedges se casaran en 1956 y se mudaran a Baltimore, Maryland.

## Carrera
Hedges enseñó en Universidad Estatal de San Francisco, la Universidad de California en Berkeley y el Goucher College. En 1967, se unió a la facultad de Towson University y luego completó su doctorado en Harvard en 1970. Ella enseñó inglés y fundó el Programa de Estudios de la Mujer en Towson en 1972.  Towson desarrolló un programa interdisciplinario para transformar el currículo de 13 disciplinas para incorporar la educación en las mujeres y trabajó con Sara Coulter para promover un modelo similar en cinco de las universidades comunitarias del área de Maryland. Dirigiendo el programa por casi 20 años, Hedges fomentó un programa nacional para iniciar estudios de mujeres en universidades y colegios y compartió su experiencia en el exterior en Beijing, China, como profesora visitante en la Universidad Libre de Berlín, Alemania, y por medio de conferencias en Toronto, Canadá.
En 1973, Hedges publicó un epílogo a The Feminist Press en el lanzamiento de Charlotte Perkins Gilman de The Yellow Wallpaper, texto clave para los cursos feministas en todo el país. En 1976, escribió un breve ensayo sobre edredones que luego se incorporó a In Her Own Image: Women Working in the Arts. La antología examinó la relación entre el trabajo doméstico y el arte, un tema que persiguió durante 20 años y publicó varios artículos en Quilt Journal. En 1980, Hedges escribió Land and Imagination: The Rural Dream in America, que exploraba la diferencia entre la mitología y la realidad de la vida rural para las mujeres.  Además de asesorar, editar y escribir para The Feminist Press, Heath Anthology of American Literature. En total, publicó 12 libros, incluyendo Ripening: Selected Works, 1927-1980 en 1982, una compilación de obras de la escritora feminista Meridel Le Sueur, y Listening to Silences una compilación de ensayos publicados en 1994.
Fue miembro fundador de la Asociación Nacional de Estudios de la Mujer, y miembro de la Asociación estadounidense de Profesores Universitarios, de la Asociación de Lenguas Modernas de América y de Women's Caucus for the Modern Languages. En 1988, fue galardonada con el Premio de la Prensa Feminista por su contribución a la cultura de la mujer.
Hedges murió el 5 de junio de 1997 en Baltimore, Maryland, y fue incluida en el Salón de la Fama de mujeres de Maryland el año siguiente.